# Леонотіс
Леонотіс (англ. Leonotis) — рід квіткових рослин родини губоцвітих (Lamiaceae). Один вид, Leonotis nepetifolia, походить із тропічної Африки та південної Індії. Він натуралізований у більшій частині тропіків. Інші види є ендеміками Південної та Східної Африки.
Леонотіс був названий Робертом Брауном у 1810 році в Prodromus Florae Novae Hollandiae et Insulae Van Diemen. Назва означає «левове вухо».
Типом для роду є зразок Leonotis ocymifolia, який спочатку був описаний як Leonotis leonitis. Це зразок 'Leonotis ocymifolia var. ocymifolia.
Leonotis leonurus і Leonotis nepetifolia, здається, помірно психоактивні, схожі на канабіс, хоча і викликають набагато менш потужний і менш інтенсивний «кайф».

## Види
1. Leonotis decadonta Gürke — південно-східна Африка від Бурунді + Танзанії на південь до Мозамбіку
2. Leonotis goetzei Gürke — Танзанія
3. Leonotis grandis Iwarsson & YB Harvey    - Танзанія, Малаві, Замбія
4. Leonotis leonurus (L.) Robert Brown — ПАР, Ангола; натуралізувався в Бурунді, Яві, Св. Єлени
5. Leonotis myricifolia Iwarsson & YB Harvey — Танзанія, Малаві, Замбія
6. Leonotis myrothamnifolia Iwarsson & YB Harvey — Малаві, Замбія
7. Leonotis nepetifolia (L.) Robert Brown — Африка на південь від Сахари від Ефіопії на захід до Сенегалу та на південь до Трансваалю, також Індійський субконтинент; натуралізувався в Марокко, Канарських островах, Південно-Східній Азії, Новій Каледонії, Французькій Полінезії, більшій частині Латинської Америки; Вест-Індія
8. Leonotis ocymifolia (Burman f.) Iwarsson — східна Африка від Судану + Еритреї на південь до Трансваалю
9. Leonotis pole-evansii Hutch. — Замбія

## Таксономія
Леонотіс є членом підродини Lamioideae. Leonotis може бути парафілетичним або навіть поліфілетичним, оскільки Leonotis leonurus не є тісно пов'язаним з іншими видами. У 2009 році було показано, що Leonotis і ще 3 роди включені в Leucas, рід з приблизно 100 видів. Якщо 4 вбудовані роди були об'єднані з Leucas, розширений Leucas мав би приблизно 132 види.